# Orden de Kutúzov

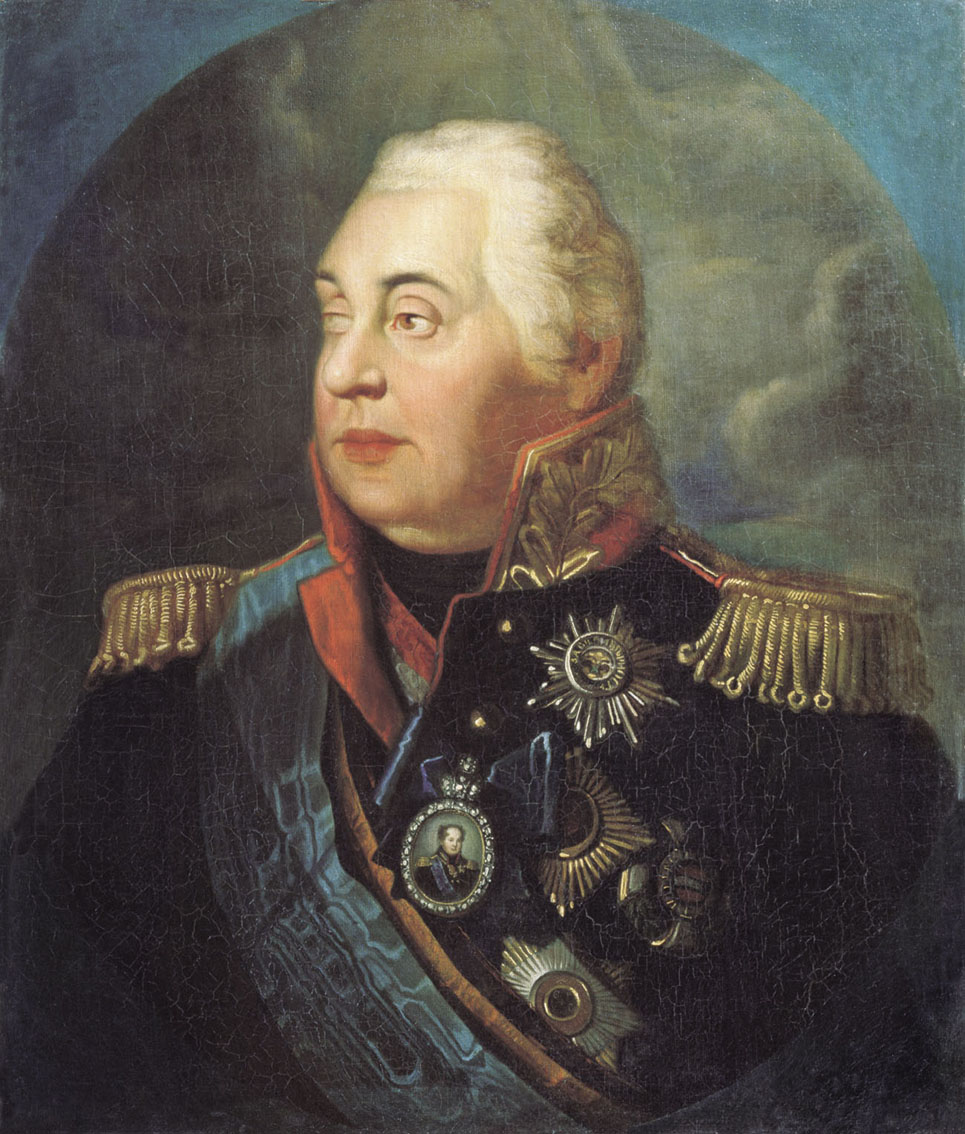
El mariscal de campo Mijaíl Kutúzov

La Orden de Kutúzov (en ruso: орден Кутузова, romanizado: orden Kutuzova) es una condecoración militar de la Federación Rusa que lleva el nombre del famoso mariscal de campo ruso Mijaíl Ilariónovich Kutúzov (1745-1813). La Orden se estableció durante la Segunda Guerra Mundial para recompensar a los oficiales superiores del Ejército Rojo. La Orden de Kutúzov tiene tres grados y la Federación Rusa la conservó después de la disolución de la Unión Soviética.

## Historia
La orden fue establecida durante la Segunda Guerra Mundial por decreto del Presídium del Sóviet Supremo de la URSS del 29 de julio de 1942 y fue creada para recompensar a los oficiales superiores del Ejército Rojo por su habilidad para evitar ataques enemigos y contraataques exitosos.
La condecoración se estableció en tres clases o grados: 1.er grado, 2.do grado y 3.er grado, concedidas en orden creciente y en función del mérito del hecho recompensado. El general Iván Galanin, que se distinguió durante la Batalla de Stalingrado, fue el primer galardonado con la Orden de 1.ª grado. Durante la guerra, se otorgaron 669 medallas de 1.er grado. Además de a personas la orden también podía concederse a fábricas, escuelas u otras instituciones, así en 1945 las autoridades soviéticas concedieron la Orden de Kutúzov de 1.er grado a la Planta de Tractores de Cheliábinsk, en reconocimiento a la enorme contribución de sus trabajadores a la derrota de la Alemania nazi.
La Orden de 2.ª clase se concedió a 3325 comandantes de cuerpo, división y brigada y la de 3.er grado se concedía a los comandantes de regimiento, sus jefes de Estado Mayor, comandantes de batallón y de compañía y no se estableció hasta el 8 de febrero de 1943. En total, se otorgaron 3328 órdenes de tercera clase.
Tras la disolución de la Unión Soviética en 1991, la Orden de Kutuzov se mantuvo sin cambios tanto en el diseño como en el estatuto por decreto del Soviet Supremo de la Federación de Rusia N.º 2424-1 del 2 de marzo de 1992.  La presente Orden fue modificada en su diseño actual y criterios de adjudicación por el Decreto Presidencial N.º 1099 del 7 de septiembre de 2010.

## Estatuto de concesión
La Orden de Kutuzov se otorga a los comandantes de unidades militares y sus adjuntos, así como a los comandantes de batallones y compañías, por: 
- La hábil organización y conducción de operaciones militares durante las cuales, a pesar de la superioridad numérica del enemigo, se cumplieron los objetivos de la operación; por la tenacidad al repeler ataques enemigos desde el aire, tierra o mar;
- Mantener la preparación para el combate en las áreas de responsabilidad designadas;
- Crear las condiciones adecuadas para la realización de operaciones posteriores con fines ofensivos;
- La organización y control hábiles de tropas (fuerzas), establecimiento de defensas preparadas, mantenimiento de una estrecha interacción entre las tropas (fuerzas) involucradas en las operaciones, asegurar la derrota del enemigo o la profundidad del daño infligido privándolo de la oportunidad de continuar su ofensiva;
- La conducción hábil de operaciones de combate en tierra y/o aire, rodeado de fuerzas enemigas superiores;
- La organización de un avance con la retirada de tropas del área sin pérdida significativa de efectividad de combate;
- La captura, con pérdidas menores, de un importante sitio de resistencia, sus comunicaciones, la derrota de sus guarniciones y bases de retaguardia, la captura y retención de áreas vitales, repeliendo fuertes contraataques enemigos por aire, tierra y/o mar;
- La ejecución exitosa de misiones de combate, mostrando coraje personal que conduzca a la destrucción de instalaciones y equipos militares críticos del enemigo en tierra, aire y mar.

También se puede otorgar a las unidades militares que participaron en operaciones militares, durante las cuales, a pesar de la tenaz resistencia del enemigo, se lograron los objetivos propuestos por el alto mando manteniendo la plena capacidad operativa de las unidades militares. También se puede otorgar a ciudadanos extranjeros, soldados de las fuerzas aliadas, de entre los oficiales que participaron junto con los soldados de la Federación de Rusia en la organización y conducción de una operación militar exitosa de las tropas (fuerzas) aliadas.
La Orden de Kutúzov se lleva en el lado izquierdo del pecho y, en presencia de otras órdenes y medallas de la Federación de Rusia, se ubica inmediatamente después de la Orden de Zhúkov.

## Descripción
La insignia de la Orden de Kutúzov es una cruz patada de plata de 40 mm de ancho con rayos dorados que sobresalen entre sus brazos en un ángulo obtuso. En el centro del anverso, se puede observar un medallón de plata bordeado por una ancha banda esmaltada en blanco rodeada por una corona de laurel y roble dorados. En el medallón, está representado el busto dorado de perfil izquierdo de Kutúzov con la imagen de la muralla del Kremlin al fondo. En los laterales de la banda esmaltada blanca del medallón, se incluye la inscripción en letras doradas «Mijaíl Kutúzov» (en ruso: «Михаил Кутузов»).
El reverso es sencillo e incluye un pasador roscado con una tuerca para sujetar la orden a la ropa y el número de serie del premio está inscrito en el reverso del brazo inferior de la cruz.
La medalla está conectada con un ojal y un anillo a un bloque pentagonal cubierto con una cinta muaré de seda azul oscuro superpuesta con una franja naranja central de 5 mm de ancho.

## Medallas y cintas
| Primer grado         | Segundo grado | Tercer grado |
| -------------------- | ------------- | ------------ |
|                      |               |              |
| Cintas de la medalla |               |              |
|                      |               |              |